# Zoo de Nashville
Le zoo de Nashville est un parc zoologique situé à Nashville, dans le Tennessee aux États-Unis. Le zoo a été créé en 1996 par le déménagement de l'ancien zoo de Nashville dans le Grassmere Wildlife Park, d'une superficie de 81 ha. Le zoo de Nashville fait partie de l'Association des zoos et des aquariums et participe au programme américain pour les espèces menacées (SSP) des espèces suivantes : le Gibbon à joues blanches, le Panda roux, le Siamang, le Lémur catta, la Panthère nébuleuse, le Toucan toco, le tigre, le Ara Hyacinthe, le Bongo, la Grue du Japon, l'éléphant, le Calao rhinocéros, le Jabiru d'Afrique, le Fourmilier géant, le Puma, la Girafe Masaï et le Potamochère roux. Le zoo est également gestionnaire du Taxon advisory group des Piciformes.
Le zoo s'est particulièrement illustré dans l'élevage de la Panthère nébuleuse (Neofelis nebulosa). Entre 2009 et 2013, vingt naissances ont été rapportées, ce qui en fait le zoo avec le plus important nombre de naissances dans le monde.